# Михеев, Анатолий Леонтьевич
Анатолий Леонтьевич Михеев (1944, Грозный, СССР — 6 июня 2010) — советский футболист, полузащитник и тренер. Мастер спорта.

## Биография
Всю карьеру провёл в грозненском «Тереке» в 1963—1976 годах, многолетний капитан команды. В 1963—1964 выступал в третьей по силе лиге — классе «Б». Во второй по силе лиге — второй группе класса «А» (1965—1969) и первой лиге (1976) — провёл 182 матча, забил 33 гола. В 1970 году в четвёртой по силе лиге — классе «Б» — забил 16 голов. В 1971—1975 годах во второй лиге забил 65 голов.
Впоследствии работал в «Тереке» тренером, трижды (1982, 1994, 2002, и. о.) был главным тренером.